# Балаклавский подземный музейный комплекс
Балаклавский подземный музейный комплекс (Объект 825 ГТС или К-825) — музей, расположенный на бывшей подземной базе подводных лодок в Балаклаве. Объект 825 ГТС был секретным стратегическим военным объектом СССР времён холодной войны, расположенным в Балаклавской бухте.

## Объект 825 ГТС

### Описание и назначение
Объект представляет собой сооружение противоатомной защиты первой категории (защита от прямого попадания атомной бомбы мощностью 100 кт), включающее в себя комбинированный подземный водный канал с сухим доком, цеха для ремонта, склады ГСМ, минно-торпедную часть. Располагается в горе Таврос, по обеим сторонам которой находятся два выхода. Со стороны бухты — вход в канал (штольню). В случае необходимости он перекрывался батопортом, вес которого достигал 150 тонн. Для выхода в открытое море был оборудован выход на южной стороне горы, который также перекрывался батопортом. Оба отверстия в скале были искусно закрыты маскировочными приспособлениями и сетями.
Объект 825 ГТС был предназначен для укрытия, ремонта и обслуживания подводных лодок 613-го и 633-го проектов, а также для хранения боеприпасов, предназначенных для этих подлодок. В канале (длина 602 метра) объекта могло разместиться 7 подлодок указанных проектов. Глубина канала достигает 8 м, ширина колеблется от 12 до 22 м. Общая площадь всех помещений и ходов завода 9600 м², площадь подземной водной поверхности равна 5200 м². Погрузка снаряжения в мирное время осуществлялась на пристани, учитывая передвижение спутников-шпионов вероятного противника. При ядерной угрозе погрузка должна была осуществляться внутри базы через специальную штольню. В комплекс входила также ремонтно-техническая база (объект 820), предназначенная для хранения и обслуживания ядерного оружия. Температура внутри базы держится около 15 градусов.
Музей удостоен Премии Министерства обороны Российской Федерации в области культуры и искусства за 2021 год в номинации «Музейно-выставочная деятельность» за проект «Новая эра Балаклавского подземного музейного комплекса».

### Историческая справка
В период после Второй Мировой войны обе сверхдержавы — СССР и США — наращивали свой ядерный потенциал, угрожая друг другу превентивными ударами и ударами возмездия. Именно тогда Сталин отдал Берии (курировавшему в то время «ядерный проект») секретную директиву: найти такое место, где могли бы базироваться подводные лодки для нанесения ответного ядерного удара. После нескольких лет поисков выбор пал на тихую Балаклаву: город сразу же засекретили и поменяли статус — город Балаклава превратился в закрытый район города Севастополь. Балаклава была выбрана для строительства подземного комплекса не случайно. Узкий извилистый пролив шириной всего 200—400 м укрывает гавань не только от штормов, но и от посторонних глаз — со стороны открытого моря она не просматривается ни под каким углом.
В 1953 году было создано специальное строительное управление № 528, которое непосредственно занималось строительством подземного сооружения. Подземный комплекс строился 8 лет — с 1953 по 1961 год. При строительстве было вывезено около 120 тыс. тонн породы. Для обеспечения секретности вывоз производился ночью на баржах в открытое море. Строили объект сначала военные, а потом метростроевцы, что было обусловлено сложностью бурения породы. После закрытия в 1993 году большая часть комплекса не охранялась. В 2000 году объект был передан Военно-морским силам Вооруженных сил Украины.
В 1993—2003 годах бывшая база фактически разграблена, демонтированы все конструкции, содержащие цветные металлы.

## Список командиров
В разное время комплексом командовали:
- Недовесов Николай Иванович (1959—1961);
- Лукьянов Вячеслав Николаевич (1961—1964);
- Григорьев Николай Григорьевич (1964—1976);
- Савчик Сергей Сергеевич (1976—1982);
- Ламзин Анатолий Тимофеевич (1982—1986);
- Григорович Николай Леонтьевич (1986—1993)[4].

## Музей

### Открытие и история
Севастопольское «Морское собрание» во главе с Владимиром Стефановским предложило Балаклавской мэрии проект создания в противоатомном укрытии подводных лодок историко-заповедной зоны «Подземелье „холодной войны“». В неё бы вошли тематические экспозиционные залы, размещённые в бывших цехах и арсеналах, подводная лодка, стоявшая у подземного причала, туристский центр, кинозал с хроникой времен активного военного противостояния двух политических систем, наконец, подземный мемориал, где была бы увековечена память подводников, погибших на той — без выстрелов — воистину холодной войне в океанских глубинах.
Открытие военно-морского музейного комплекса «Балаклава» произошло 1 июня 2003 года.
Комплекс к тому времени входил в состав Музея военно-морских сил Украины.
В состав военно-морского музейного комплекса входят подземная часть завода, арсенал, а также морской причал и несколько зданий. К осмотру доступны зоны вокруг искусственного канала, который проходит гору насквозь, несколько цехов завода и арсенал, где хранились торпеды и ядерные боеголовки.
План развития экспозиции музея предусматривает создание подводной экспозиции в канале завода, осушения сухого дока и установку в него списанной подводной лодки; восстановление помещений завода и минно-торпедной части, создания в них экспозиций, посвященных периоду «холодной войны», истории военно-морской базы и подземного завода.
Десятилетний юбилей музея праздновался в июне 2013 года с участием ветеранов-подводников, бывших работников подземного завода, а также представителей властей, вооружённых сил и школьников. В 2014 году объект перешёл под юрисдикцию России и стал южной площадкой Военно-исторического музея фортификационных сооружений Российской Федерации. Согласно сообщениям в прессе от марта 2014 года, Россия рассматривала возможность восстановления военной базы подводных лодок в Балаклаве.
В 2020—2021 гг. специалистами военно-строительного комплекса Минобороны России проведена масштабная реконструкция объекта, в результате которой не просто приведено в порядок первое в мире секретное гидротехническое сооружение, но и соединена история так называемого Объекта 825 с передовыми музейными технологиями.

### Экспозиция
В музее действует экспозиция — «Подводные силы Черноморского флота 1944—1994 гг.»
На базе сохранившихся подземных сооружений организованы экспозиции об истории Военно-Морского Флота, о подводных силах Черноморского флота бывшего СССР, о военных и политических аспектах «холодной войны». Для осмотра открыты зоны вдоль подземного канала, бывшие цеха завода и арсенал. Представлены модели боевых кораблей, образцы техники и вооружения. В одной из штолен находится выставка раритетов Крымской войны 1853—1856 годов.
В 2021 году после реконструкции музей открылся в новом формате. Особая атмосфера уникального противоатомного подземного убежища дополнена современными мультимедийными технологиями, световыми, звуковыми и декорационными решениями, а также оригинальными инсталляциями с использованием подлинных экспонатов и артефактов.
12 ноября 2021 года в подземный канал музейного комплекса «Балаклава» завели подводную лодку С-49 проекта 633РВ. После установки в сухой док она станет частью музейной экспозиции. По словам директора, в планах проводить экскурсии и внутри субмарины, однако подготовка к ним может занять несколько лет.

## Галерея

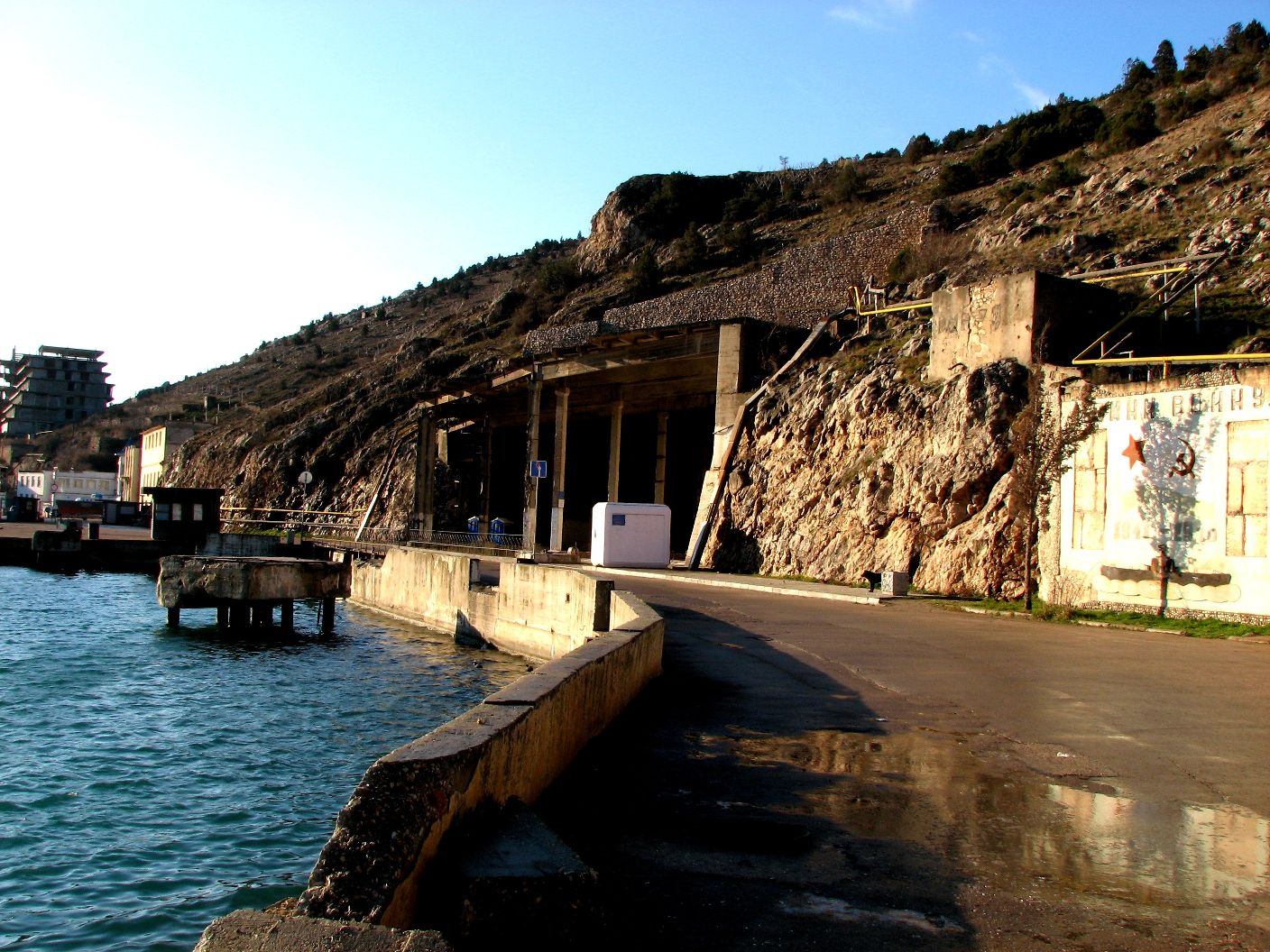
Вход на объект 825 ГТС
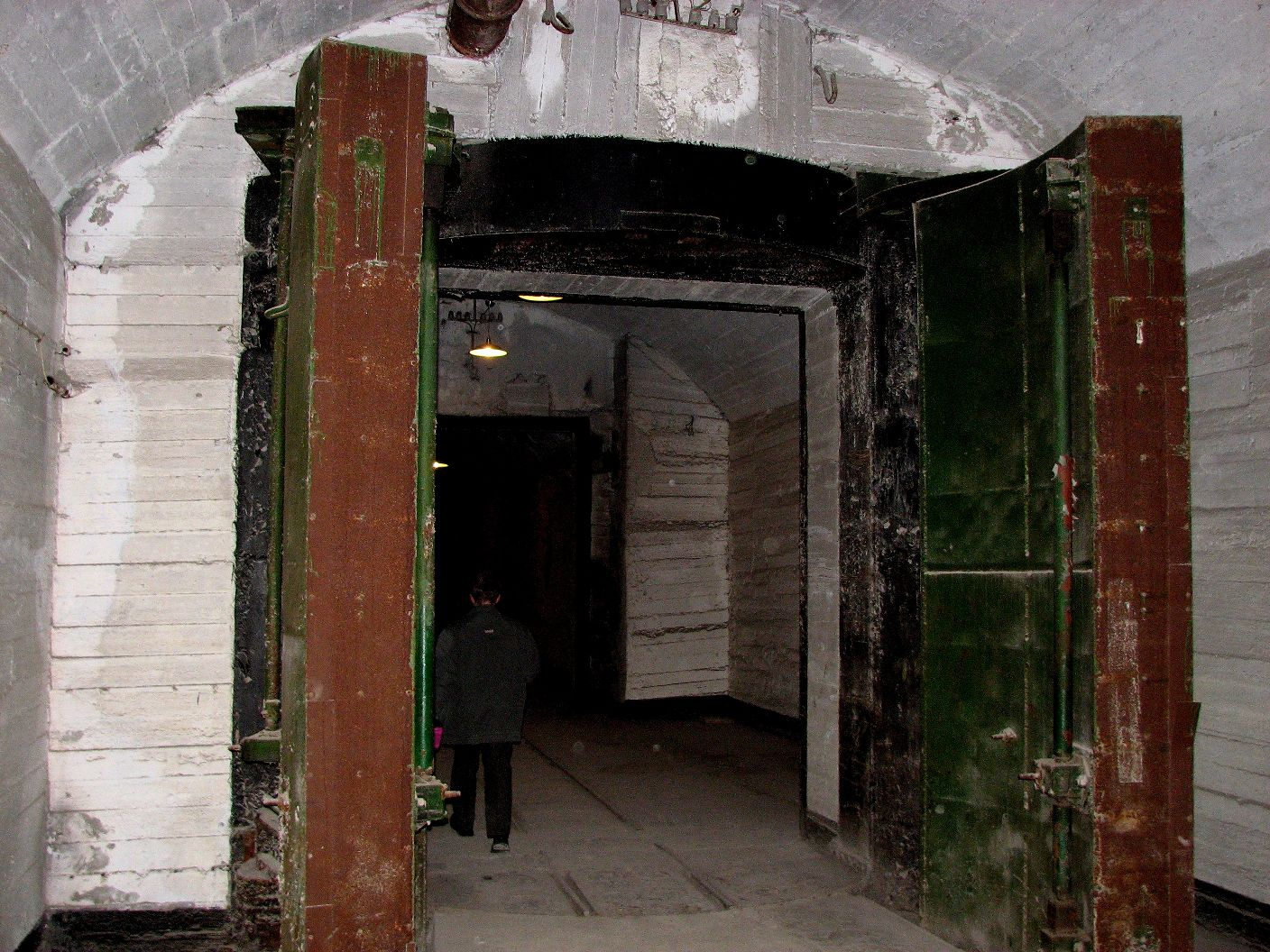
Противоатомные двери на объекте
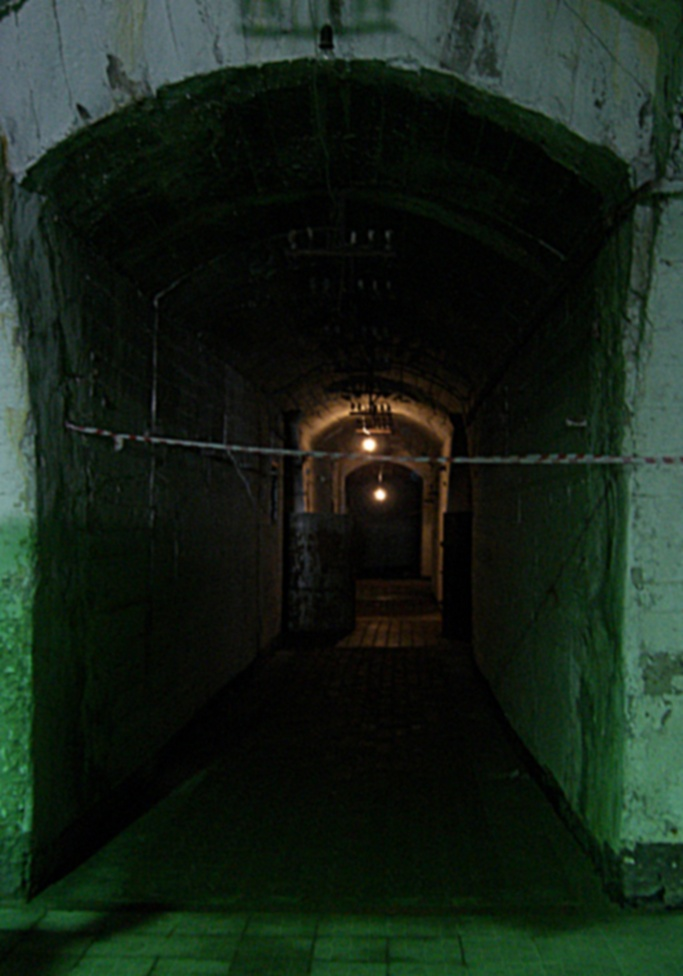
Одна из потерн на базе подводных лодок
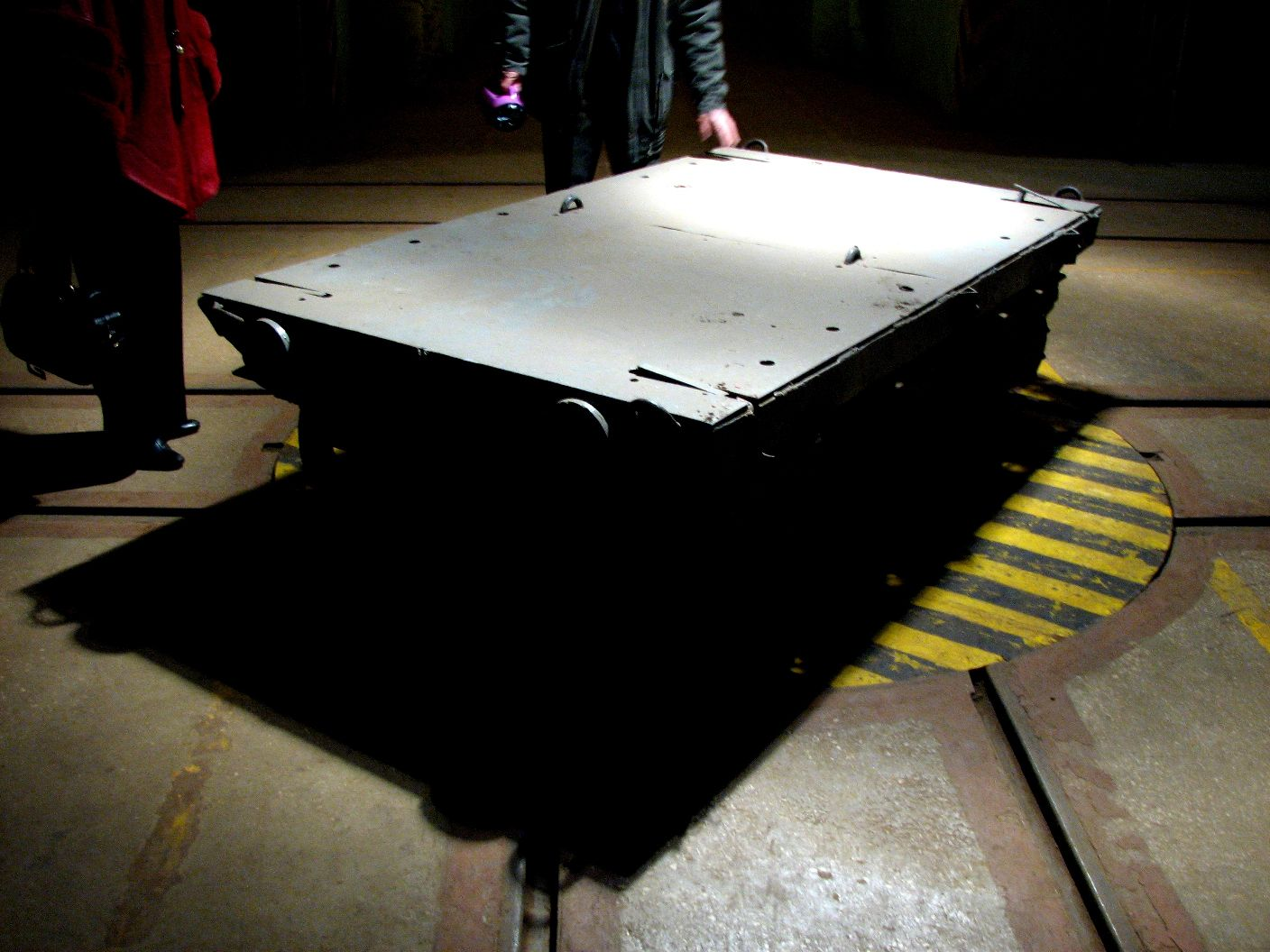
Вагонетка для транспортировки боеголовок торпед внутри базы
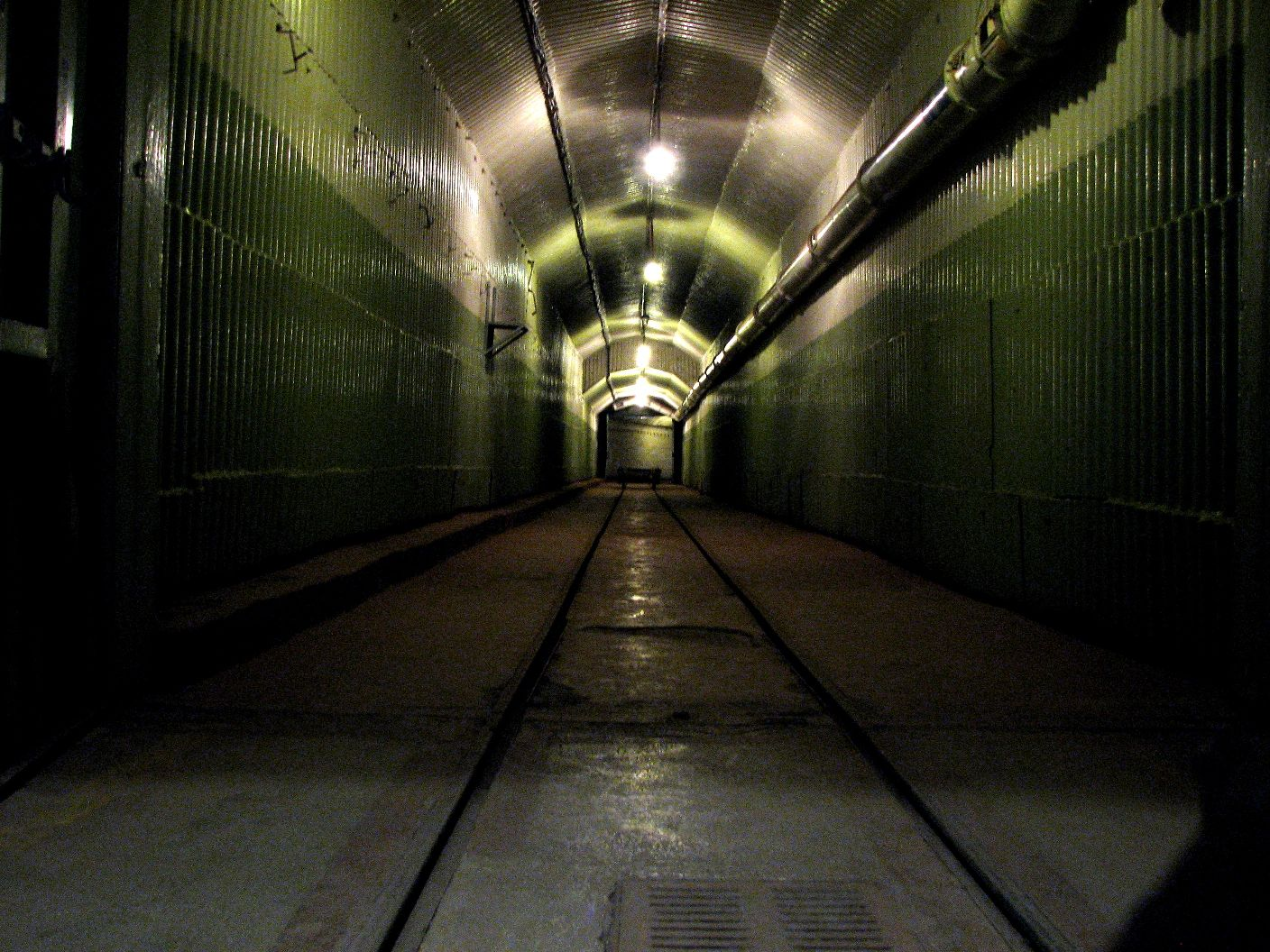
Коридор, ведущий в особо засекреченную исследовательскую часть секретной базы
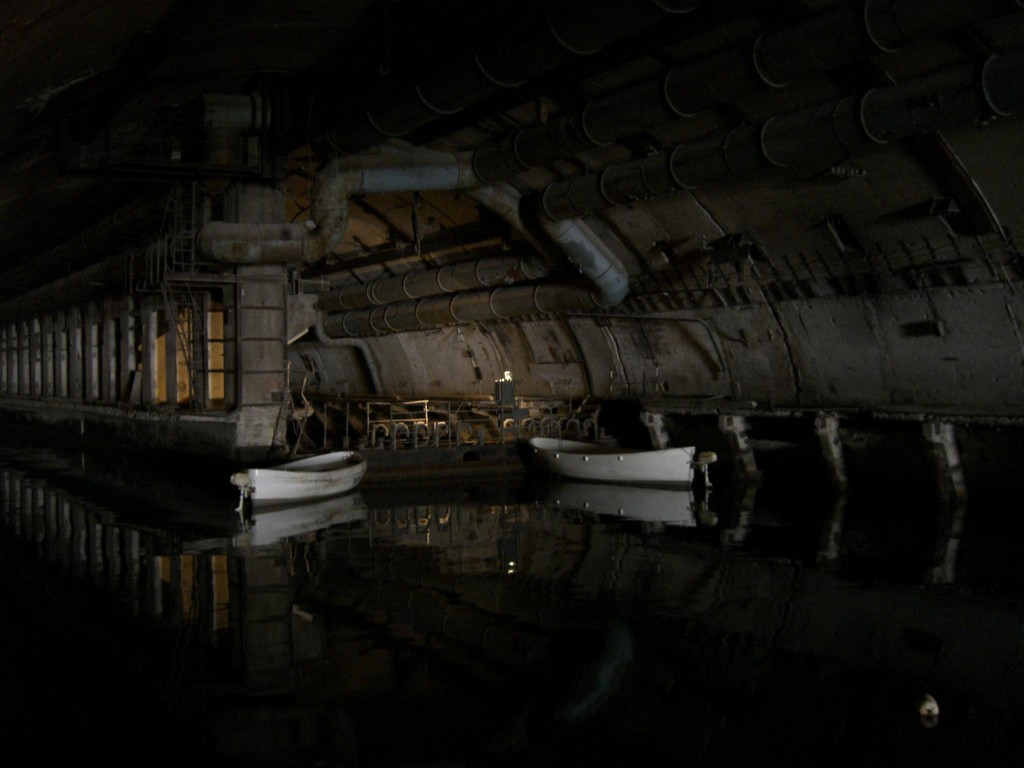
Самый широкий коридор на базе подводных лодок (20 м)
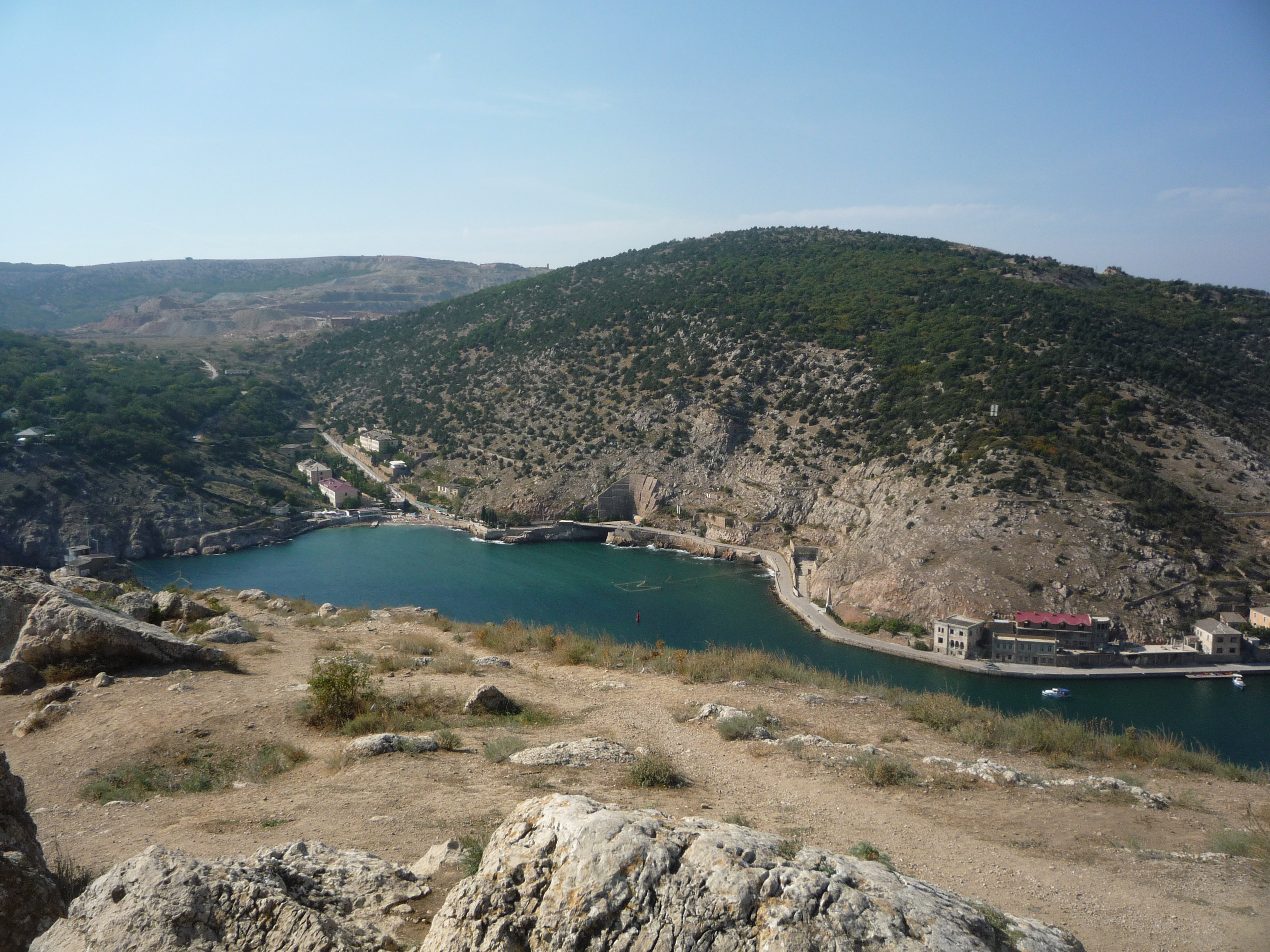
Южный конец тоннеля объекта 825 ГТС

## Аналоги
- Подземная база ВМФ Швеции на острове Мускё; в отличие от советских аналогов, предназначена также для базирования ракетных катеров и небольших эскадренных миноносцев.
- Противоатомное убежище и завод по ремонту подводных лодок в бухте Павловского.
- Подземная база подводных лодок военно-морских сил Албании в Палермо.
- Подземная база подводных лодок ВМФ Китая в восточной части Циндао, район Лаошань, в восточной части бухты Донджаван.
- Подземная база подводных лодок ВМФ Китая на юге острова Хайнань, в восточной части бухты Ялунвань округа Санья.

## В популярной культуре
- В июне 2012 года в кинопрокат вышел фильм «Солдаты удачи», который снимался на территории этого объекта.